# Coleman County
Coleman County je okres ve státě Texas v USA. Žije zde přibližně 7 700 obyvatel. Správním městem okresu je Coleman. Celková rozloha okresu činí 3 318 km².